# Linckia
A Linckia a tengericsillagok (Asteroidea) osztályának Valvatida rendjébe, ezen belül az Ophidiasteridae családjába tartozó nem.

## Rendszerezés
A nembe az alábbi 8 faj tartozik:
- Linckia bouvieri Perrier, 1875
- Linckia columbiae Gray, 1840
- Linckia gracilis Liao, 1985
- Linckia guildingi Gray, 1840
- kék tengeri csillag (Linckia laevigata) (Linnaeus, 1758) - típusfaj
- Linckia multifora (Lamarck, 1816)
- Linckia nodosa Perrier, 1875
- Linckia tyloplax H.L. Clark, 1914

Korábban 61 fajt soroltak ebbe a nembe, azonban a legtöbbjüket áthelyezték más nemekbe, vagy összevonták a fenti kilenc fajjal.

## Képek

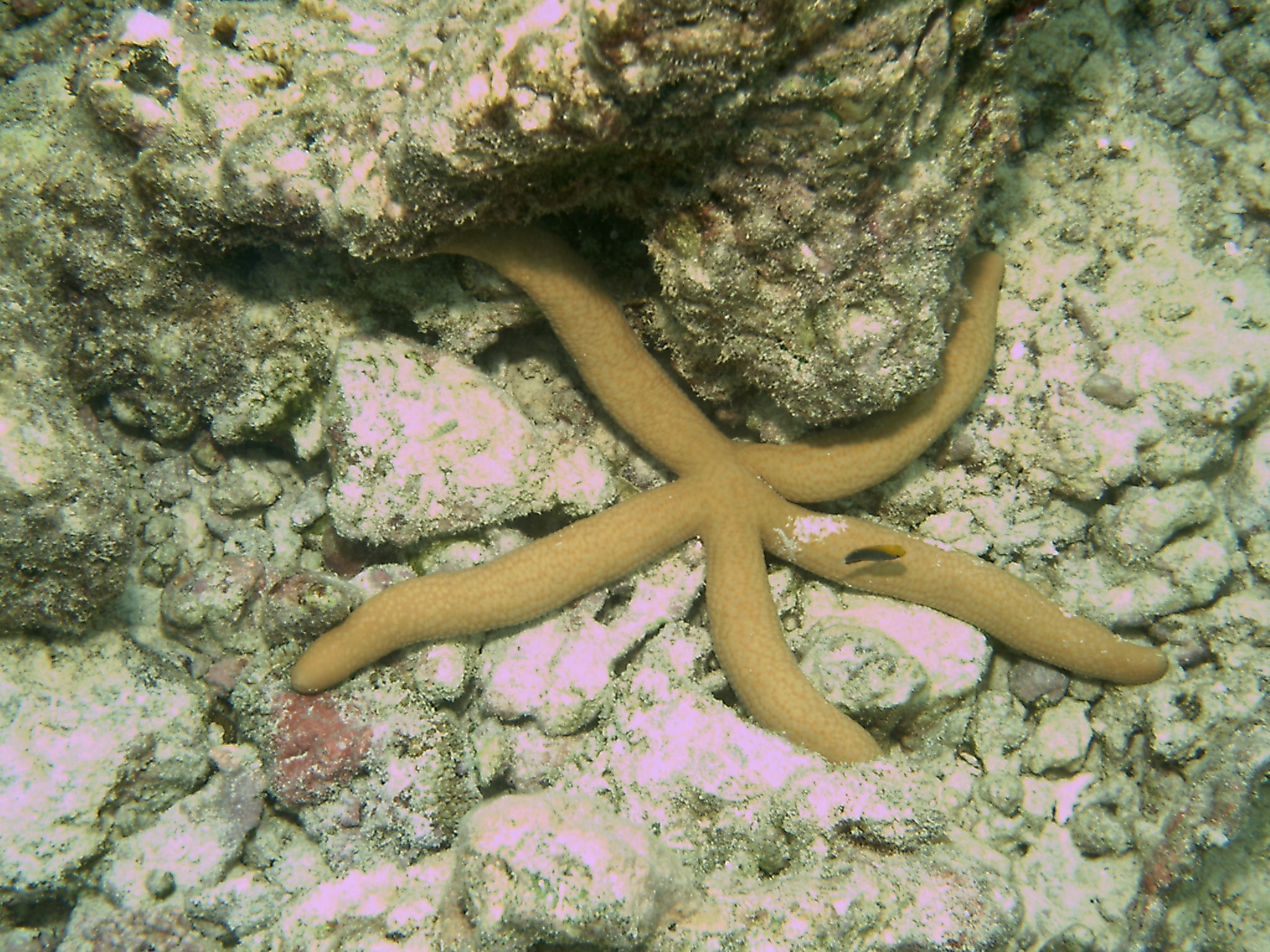
Linckia guildingi
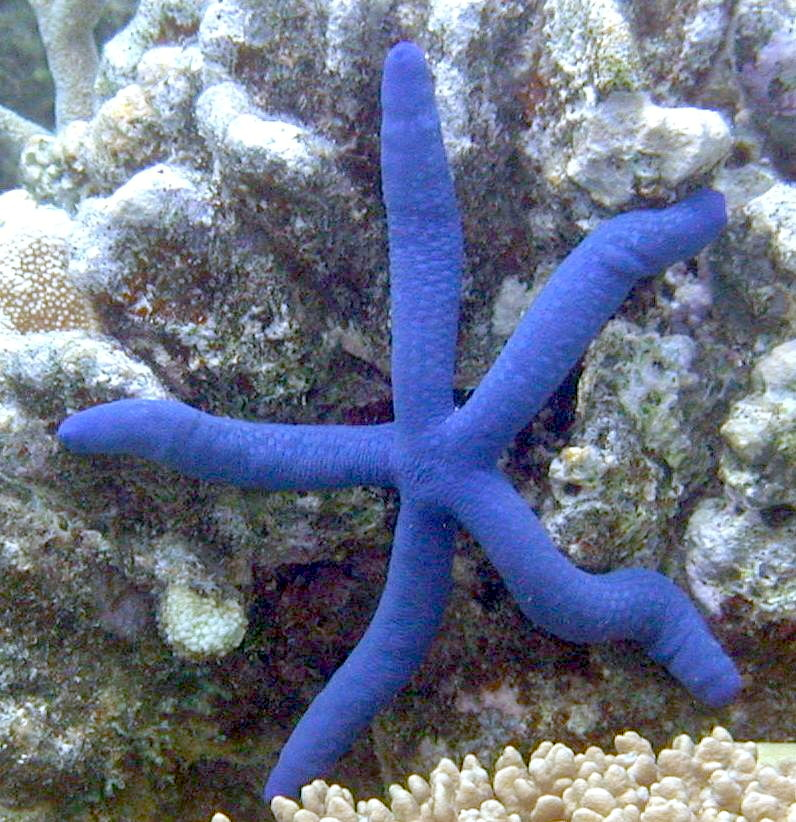
Linckia laevigata
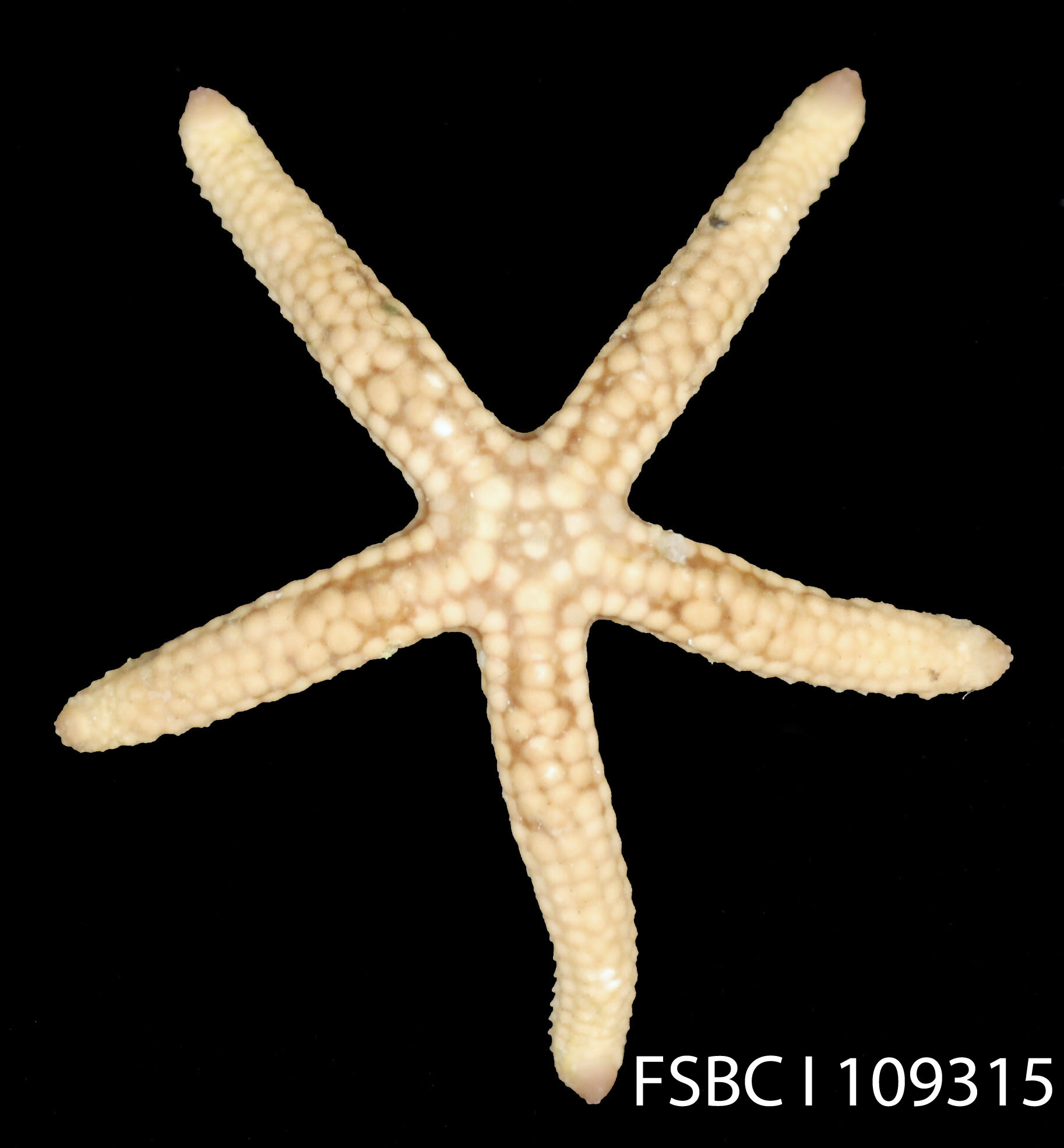
Linckia nodosa